# John R. Barrows
John R. Barrows (* 12. Februar 1913 in Glendale, Kalifornien; † 11. Januar 1974 in Madison, Wisconsin) war ein US-amerikanischer Hornist, der sich sowohl im Bereich der Klassischen Musik als auch des Jazz betätigte.
Barrows war Solohornist in herausragenden US-amerikanischen Orchestern, so unter anderem im Minneapolis Symphony Orchestra, in der Army Air Forces Band, der New York City Opera, im New York City Ballet sowie im Casals Festival Orchester. Auch interpretierte er Hornkompositionen von Gunther Schuller. Im Bereich des Jazz spielte er ab 1946 außerdem bei Woody Herman and His Orchestra, Artie Shaw, Mitch Miller, Billy Butterfield, Stuart McKay, Dizzy Gillespie/Johnny Richards, Lou Stein, LaVern Baker, Manny Albam, Mundell Lowe, Bob Brookmeyer, Gil Evans/Miles Davis (Sketches of Spain , 1959), John Lewis, James Moody, Al Cohn, Sauter-Finegan Orchestra und Julius Watkins.
Neben seiner Tätigkeit als Hornist war er Professor für Horn in Yale (1957–1961) und an der New York University (1958–1961) sowie zwischen 1961 und 1974 an der University of Wisconsin in Madison.
Von Alec Wilder, der zahlreiche Hornstücke für Barrows komponierte, stammt die Bemerkung, John Barrows habe einen solch exquisiten Musikgeschmack gehabt, dass bei seinen Auftritten eine Atmosphäre „geistigen Glühens“ entstanden sei.